# Protestantse kerk van Sensweiler
De Protestantse kerk (Duits: Evangelische Kirche) is de kerk van de lutherse gemeente Wirschweiler-Allenbach-Sensweiler in het dorp Sensweiler op de Hunsrück in de gemeente Birkenfeld, Rijnland-Palts. De huidige kerk is een zaalkerk uit de 18e eeuw met galerijen en een preekstoel uit de bouwperiode. De toren met daaronder het koor is ouder en stamt uit de 12e-13e eeuw.

## Architectuur en inrichting
De kerk is van steenslag gebouwd en heeft een oostelijke georiënteerd koor. Tussen het koor en het kerkschip bevindt zich een triomfboog. Beide hebben samen een lengte van 15,90 meter. De grootste breedte bedraagt 7 meter, de hoogte van het schip 4,40 meter en in het koor 4,05 meter. Het kerkschip, dat een balkenplafond kent, bezit aan de zuidelijke kant een portaal met een houten voorbouw.
Tot de inrichting behoort een 18e-eeuwse kansel met rococo-houtsnijwerk, waarvan de panelen met evangelisten werden overgeschilderd. In het kerk bevinden zich voorts een driezijdige galerij en grafstenen van de predikant Johann Sebastian Kremer (overleden in 1711) en zijn beide dochters. De gebrandschilderde vensters tonen o.a. een streng ogende Maarten Luther.

## Klokkentoren

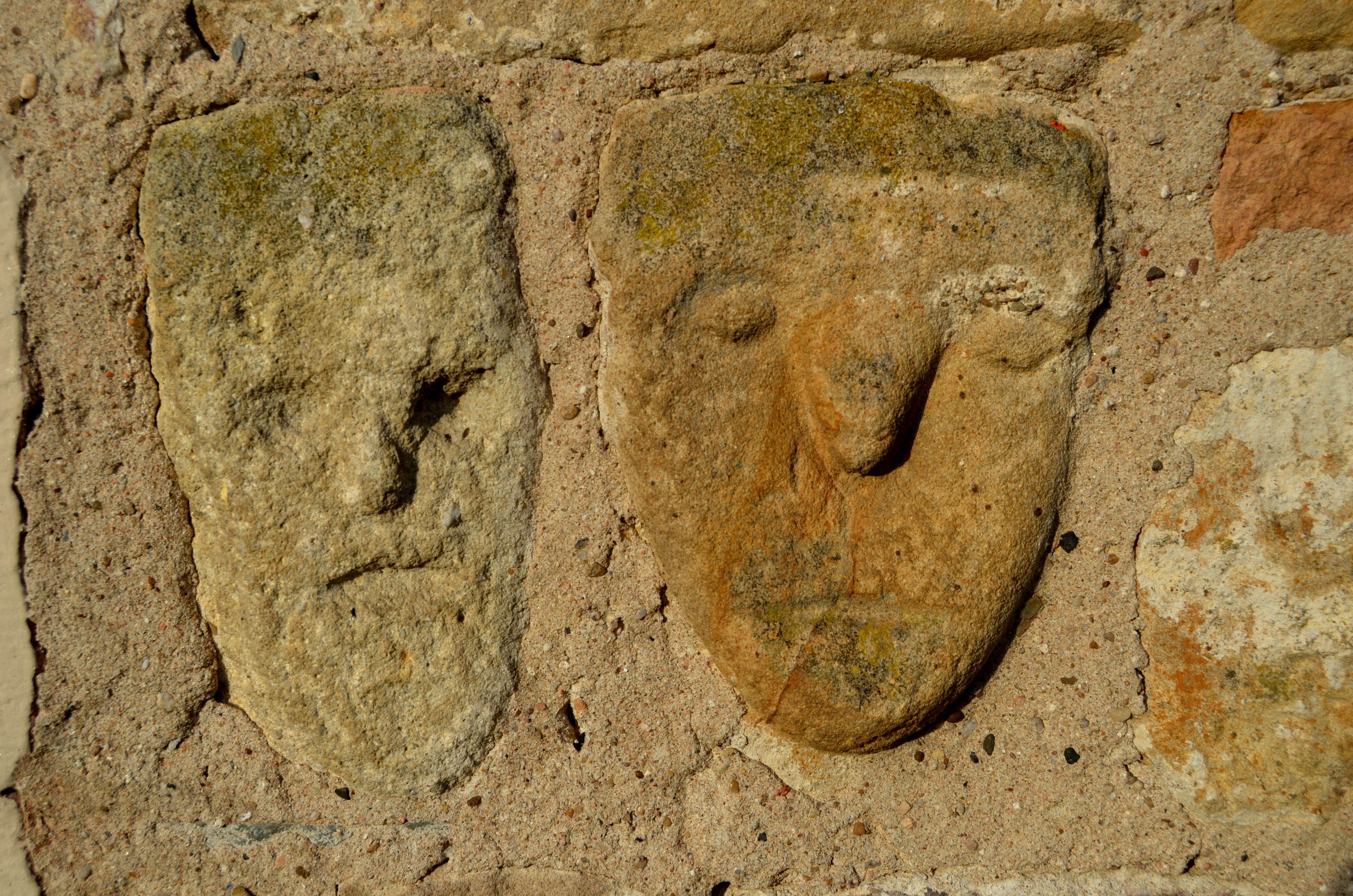
reliëfs aan de torenmuur

De klokkentoren behoort tot de oudste klokkentorens in de gemeente Birkenfeld. Op de lengtekanten zijn er twee galmgaten, op de smalle kanten beide keren één galmgat. De toren bezit verder een eenvoudig zadeldak. Opmerkelijk zijn de twee oeroude reliëfs aan de toren van een man met een baard en een vrouw met een haarband.

## Klokken
In de toren hangen drie klokken. De oudste dateert uit de tijd dat de toren werd gebouwd (12e eeuw) en wordt tot de oudste klokken van Rijnland-Palts gerekend. De op een na oudste klok werd gegoten door de gieter Daniël en stamt uit 1615 en de jongste klok werd in 1671 door Mathias Cromel gegoten.